# Нёрангда (озеро)
Нёрангда — проточное озеро в Красноярском крае России, располагается на севере Эвенкийского района.
Озеро Нёрангда имеет форму серпа и находится на высоте 714 м над уровнем моря, занимая межгорную ложбину в средней части плато Путорана. Его площадь составляет 27 км², площадь водосборного бассейна — 532 км². Длина озера около 25,6 км, ширина варьируется от 0,2 км в самой узкой части до 2,3 км. На юге из озера вытекает река Нёрангда-Сэнэ, впадающая в озеро Себяки. В озеро впадает множество небольших рек и ручьёв: Хапчаннах, Орачи, Ядун, Делгэды, Делог, Икэн, Кене, Тымыр, Нюча и другие.
Водоём включён в территорию Путоранского заповедника. Путоранское плато в районе озера достигает значительных высот (гора Хэгда, 1368 м), лесная растительность на берегах практически отсутствует, а окружающие горы представляют собой гольцовые пустыни, образующие сплошной пояс.
Озеро богато рыбой, в нём обитают хариус, голец, налим, сиг, щука, ряпушка, линь, окунь и чир. Орнитофауна на берегах озера бедна из-за экстремальных климатических условий. Гнездится пуночка. Можно встретить снежного барана.
Код водного объекта в государственном водном реестре — 17040200111117600000424.